# Noe
Noe (hebrejsko נוֹחַ, latinizirano: Noah) je svetopisemski očak, znan zlasti v povezavi z vesoljnim potopom. Velja za pomembno osebo v judovstvu, krščanstvu in islamu.
Noe je opisan v Prvi Mojzesovi knjigi (1 Mz 5-9) kot sin Lameha in pripadnik desetega rodu po Adamu in Evi. Imel je tri sinove, ki jim je bilo ime Sem, Ham in Jafet. 
Takrat pa je Bog videl, da so ljudje hudobni in izprijeni, zato se je odločil, da bo Zemljo temeljito očistil. Ker je bil Noe edini pravičen in neoporečen mož svojega rodu, se je Bog odločil, da mu da možnost preživetja. Dal mu je navodila za gradnjo velikanske ladje, ki jo poznamo danes pod imenom Noetova barka (v številnih jezikih ji pravijo tudi Arka). Ladja je bila namenjena za Noetovo družino (Noeta, njegovo ženo, njegove tri sinove in njihove žene) pa tudi za živali: Bog je izrecno naročil Noetu, da mora na ladjo vkrcati dve živali vsake vrste, kar jih živi na kopnem in eno mora darovati. 
Potem je Bog poslal na Zemljo vesoljni potop. Voda je za 40 dni prekrila vso Zemljo in uničila vse kopensko življenje razen ljudi in živali na Noetovi barki. Nato je začela voda upadati in barka je nasedla na vrhu gorovja Ararat. 
Ko se je potop končal, je Bog sklenil zavezo z Noetom in z vsem naslednjimi rodovi. Bog je obljubil, da na svet ne bo več poslal vesoljnega potopa, ljudem pa je ukazal, da ne smejo jesti živali, ki so še krvave, in da tudi ne smejo preliti človeške krvi. Kot znamenje zaveze je Bog postavil mavrico, ki povezuje nebo in Zemljo.
Poleg zgodbe o vesoljnem potopu Sveto pismo opisuje še en dogodek, povezan z Noetom: Po potopu je Noe zasadil vinograd in začel pridelovati vino. Nekoč se je napil in pijan obležal v svojem šotoru. Pri tem pa se je nehote razkril. Ko je vstopil njegov sin Ham, je videl očeta razgaljenega. To je povedal bratoma, ki sta šla v šotor in očeta pokrila, vendar sta bila obrnjena vstran, tako da ga nista videla. Iz nadaljevanja zgodbe lahko vidimo, da so imeli v času nastanka zgodbe precej drugačne poglede na greh kot danes, saj so zaradi Hamovega greha (čeprav gre za dejanje, ki nikakor ni povzročil Ham) prekleti vsi njegovi potomci do današnjih dni (Judje, ki se imajo za Semove potomce ali Semite, še vedno štejejo Hamove potomce ali Hamite, tj. Arabce, za manjvredne). Zanimivo, da Noe, ki bi po današnjih merilih očitno veljal za krivega, ker se je napil in razgalil, po Svetem pismu ne nosi nikakršne krivde.
Sveto pismo navaja, da je Noe umrl v starosti 950 let - ob potopu je bil star 600 let, po potopu pa je živel še 350 let. S tem se uvršča v kategorijo dolgoživih očakov, med katerimi je najbolj znan Metuzalem (glej 1 Mz 5). Generacije po vesoljnem potopu niso bile več tako dolgožive.
V islamu se Noe (arabsko نوح, latinizirano: Nuh) uvršča med pomembne preroke, vendar pa islamsko izročilo ne navaja zgodbe o Noetovi nagoti in o prekletstvu Hamitov.